# كارل سكالي
كارل سكالي هو سياسي أسترالي، ولد في 4 أبريل 1957 في سيدني في أستراليا. نشط حزبياً في حزب العمال الأسترالي. وقد انتخب عضو الجمعية التشريعية لنيو ساوث ويلز ‏.